# 川崎俊雄
川崎 俊雄（かわさき としお、1908年2月19日 - 1993年3月11日）はダイワボウ代表取締役相談役。香川県出身。

## 経歴
1934年に慶應義塾大学法学部政治学科を卒業。1974年6月21日にダイワボウ代表取締役社長に就任。1979年から1年間、日本紡績協会の会長を務めた。
1993年3月11日に心不全の為、死亡。

## 受賞歴
- 1982年　-　勲三等旭日中綬章